# Scopula axiotis
Scopula axiotis là một loài bướm đêm trong họ Geometridae.